# Calceolaria deflexa
Calceolaria deflexa är en toffelblomsväxtart. Calceolaria deflexa ingår i släktet toffelblommor, och familjen toffelblomsväxter.

## Underarter
Arten delas in i följande underarter:
- C. d. cuneata
- C. d. deflexa